# 崇徳院 (落語)

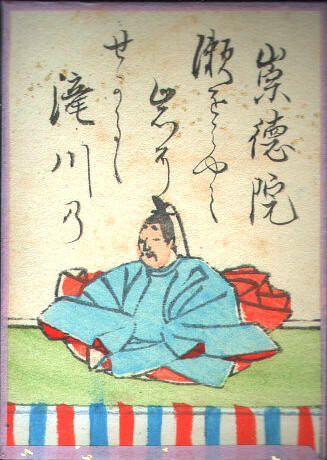
『小倉百人一首』77番「崇徳院」。「瀬をはやみ 岩にせかるる 滝川の（われても末に あはむとぞ思ふ）」

『崇徳院』（すとくいん）は、古典落語の演目。別題に『皿屋』（さらや）、『花見扇』（はなみおうぎ）。もとは上方落語の演目だが江戸落語にも移入された。江戸落語では3代目桂三木助の十八番とされた。
一般には初代桂文治の作とされているが、5代目三遊亭圓生の速記本では、人情噺「三年目」の発端部分として演じられており、これが独立したものという説もある。演題の「崇徳院」は崇徳天皇を指し、『小倉百人一首』にも収録された御詠の和歌「瀬をはやみ 岩にせかるる 滝川のわれても末に あはむとぞ思ふ」が同演目の落ち（サゲ）であることにちなむ。

## あらすじ
ある大店の若旦那が病の床につき、父である大旦那はほうぼうの名医に診せるが癒えない。医者が言うには、これは気の病であり、何か強い心残りがあって、これを解決すれば快方に向かうという。しかし、父が尋ねても若旦那は答えようとせず、日に日に衰弱していく。そこで大旦那は出入りの職人で、若旦那と親しい熊五郎に理由を聞いてくれと頼む。
熊五郎に問われた若旦那は今にも消えそうな声で、偶然出会った女性のことが忘れられないと明かす。20日ほど前、寺社（上方では「高津宮」、江戸では「上野の清水寺」）に参詣に出た際、休憩のために入った茶屋で自分と同じ年頃かやや下の17、8のとても美しい娘と出くわし一目惚れしてしまったという。つい娘の方に気がいっていると、彼女が店を出る際に膝に掛けていた茶帛紗を落としたことに気づき、これを拾うと追いかけて渡した。すると彼女は何も言わず、持っていた料紙（あるいは短冊）に「瀬をはやみ 岩にせかるる 滝川の」と崇徳院の有名な和歌の上の句を書いて若旦那に寄越し去っていった。最初は意味がわからなかったものの、下の句「われても末に あはむとぞ思ふ」を思い出して、娘は「今日のところはお別れいたしますが、いずれのちにお目にかかれますように」と返したのだと気づくが、彼女がどこの誰かわからないため会うことができず、恋煩いに掛かったと言う。
熊五郎がこれを大旦那に報告すると、若旦那はもう5日も持たないと医者に言われているため、3日でその娘を探し出すように命令し、見つけだせば借金の帳消しや多額の礼金を払うことなどを約束する。
こうして熊五郎は街中をやみくもに走り回り、始めの2日間を無駄にしてしまう。相談された熊五郎の女房は呆れ、人の多く集まる風呂屋や床屋で「瀬をはやみー！」と叫んで、反応を見ればいいと助言する。3日目、朝から街中の床屋に入っては「瀬をはやみー！」と叫ぶが、何の音沙汰もなく、床屋や他の客から怪訝な目で見られる。途中でうちの娘もその歌が好きだという男が現れ、ついに見つけたと喜ぶものの、話を聞けば幼子とわかり悲嘆にくれる。
結局、日暮れとなり、もはや剃れる髪も髭もない。最後に入った床屋ではむしろ植えてくれと言う始末であったが、そこに飛び入りの客が入り、床屋の主人に急いでやってくれと言う。主人が聞けば、出入りの大店の娘が恋煩いで明日をも知れぬ重病だと言い、お茶の稽古の帰りに神社の茶店へ立ち寄った際に出会った若旦那に一目惚れをしたのだという。そのため、娘の父である大店の旦那がその相手の男を見つけ出した者に大金を与えると触れを出し、さらには手掛かりの茶帛紗や崇徳院のことも話され、結局、見つからないので、これから探すために遠方に出るのだという。これを聞いた熊五郎は思わず、男に掴みかかり、それは俺が探している娘だと言い、相手も熊五郎のことを知る。
2人ともすぐに褒美が貰いたいため、互いに「お前がうちに来い」と掴み合いになり、そのはずみで床屋の鏡が床に落ち、割れてしまう。店主がどうしてくれると怒ると、熊五郎は答える。
「割れても末に 買わんとぞ思う」

## サゲの解説
サゲは下の句「われても末に あはむとぞ思ふ」の洒落であり、末は月末を意味し、江戸時代には一般的であった三十日払い（みそかばらい）で割った鏡代を払うことを意味している。
他にバリエーションとして、娘方の探し人と取っ組み合いになった熊五郎が相手の「手を放せ」という言葉に対し「いいや放さねぇ、合わすんだ」と、やはり下の句を踏まえた返しで落とすものがある。また「皿屋」の題の場合、最後の店が床屋から皿屋になっており、そこで鏡ではなく品物の皿を割ったという形になる。